# Соколов, Ипполит Васильевич
Ипполит Васильевич Соколов (21 января 1902, Харьков, Харьковская губерния, Российская империя — 8 декабря 1974, Москва) — советский киновед, театровед, преподаватель. Член Всероссийского союза поэтов (1919—1924), член Союза кинематографистов (с 1957 года).

## Биография
Родился 21 января 1902 года в Харькове в семье служащего Василия Васильевича Соколова и его жены Анны Васильевны Соколовой. С 14 лет стал заниматься поэтическим творчеством. Первые стихотворения были написаны под влиянием поэзии Вадима Шершеневича.
В 1918—1919 годах учился на политико-юридическом отделении Социалистической академии. В студии стиховедения посещал занятия Валерия Брюсова, Андрея Белого, Вячеслава Иванова. Одновременно посещал литературную студию при московском отделении Пролеткульта, слушал выступления Шершеневича, Ходасевича и Белого. В 1919 году прослушал курс лекций по теории
стиха поэта и переводчика Сергея Боброва.
С 1919 года — действительный член Всероссийского союза поэтов. Одним из первых 7 апреля 1919 года в статье «Имажинизм» в воронежской газете «Огни» приветствовал новое литературное направление, утверждая, что «имажинизм вызван к жизни исторической необходимостью». В 1919 году писал:

Футуризм должен без боя уступить место имажинизму лишь потому, что выдохся так же, как десять лет тому назад выдохся символизм. (…) Теперь футуризм может опять воскреснуть только в имажинизме. Теперь каждый, хранящий заветы футуризма, должен сделаться имажинистом. Ибо футуризм наконец-то опять нашёл самого себя в имажинизме, хотя имажинизм есть шаг вперёд от футуризма.
Активно участвовал в литературных дискуссиях и скандалах. По невыясненной причине содержался неделю в тюрьме Московской ЧК, но был выпущен после ходатайства его матери. В июне 1919 года Сергей Есенин и Анатолий Мариенгоф рекомендовали Соколова в состав членов Дворца искусств, организованного в Москве Иваном Рукавишниковым.
11 июля 1919 года на эстраде столовой Всероссийского союза поэтов Соколов провозгласил «Хартию экспрессионизма», в которой было заявлено, что «весь имажинизм — спекуляция на невежестве публики» и только «экспрессионизм, чёрт возьми, будет по своему историческому значению не меньше, чем символизм и футуризм». Это вызвало резкое неприятие у Есенина, которое он выразил в ответной реплике: «Нет, господа, вы послушаете меня, а не эту бездарность, которая говорить-то даже не умеет». Вечер закончился скандалом.
Выступал с поэтами-имажинистами на литературном вечере 2 августа 1919 года. Хотел остаться в составе имажинистской группы — в этом его поддерживали Шершеневич и Кусиков — но Есенин выступил против официального вхождения Соколова в группу имажинистов. В ноябре 1919 года Соколов вошёл в сообщество «Жёлтый дом», затем организовал поэтическое общество «Зелёная мастерская» в качестве секции Всероссийского союза поэтов.
В 1919 году издал брошюру «Полное собрание сочинений. Издание не посмертное. Том 1. Не стихи» (16 страниц). Затем издал ещё ряд брошюр, в том числе: «Бунт экспрессиониста» (осень 1919), «Бедекер по экспрессионизму» (осень 1920), «Экспрессионизм», а также: «Немецкий театр экспрессионизма» (1922), «Киноэкспрессионизм» (1922) и другие.
8 мая 1920 года произошёл инцидент между Соколовым и Есениным. После прочтения Есениным своих стихов Соколов выкрикнул в зал: «Вот теперь вы видите превосходно, как Есенин ворует, да, ворует образы и содержанье и всё — у Клюева, у Орешина, у прочих поэтов. Он скоро умрёт как поэт». По воспоминаниям Шершеневича, Есенин тут же поднялся на эстраду, громко заявил: «Сейчас вы услышите мой ответ Ипполиту Соколову!» и, развернувшись, дал оппоненту по физиономии. Соколов от неожиданности замер и продолжал стоять в растерянности. Почувствовав осуждение аудитории, Есенин покинул зал. После всех выступлений других поэтов Есенин снова вышел и заявил уже под дружный смех: «Вы думаете, я обидел Соколова? Ничуть! Теперь он войдёт в русскую поэзию навсегда!» Инцидент обсуждался на общем собрании Всероссийского союза поэтов 20 мая 1920 года — Есенин был исключён на месяц из числа членов союза. В объяснительной записке в литературный отдел Дворца искусств 11 июля 1920 года Соколов писал:

Ввиду того, что я получил оскорбление не как человек, а как литературный противник, и ввиду того, что я нахожу для всех ясным, кто из нас обоих имеет литературную порядочность и честность, я не признаю нужным в данном случае обращаться в Народный суд (ему за оскорбление грозит административное взыскание вплоть до заключения в концентрационный лагерь), я считаю единственной формой наказания гражданина Есенина за его пощёчину своему литературному противнику — это тот бойкот гражданина Есенина как человека и как поэта, который установился в литературных кругах.
Выступал как представитель экспрессионизма 23 ноября 1920 года на «Вечере современной поэзии», 17 октября 1921 года на «Вечере всех поэтических школ и групп». В 1921 году при поддержке Кусикова издал книгу «Имажинистика» (на основе статьи 1919 года), в которой среди поэтов-имажинистов не назвал имени Есенина. После 1923 года отошёл от поэзии, в дальнейшем работал в области театроведения и киноведения, увлекался фотографированием.
Служил в Центральном институте труда ВЦСПС, где в 1921—1922 годах занимался вопросами антропомеханики и трудовой гимнастики, возглавлял опытную станцию. Совмещал работу в научно-художественной лаборатории при Государственном институте ритмического воспитания, вместе с В. О. Перцовым участвовал в профессиональном отборе учащихся для дальнейшего обучения различным видам искусств. В 1922—1923 годах возглавлял секцию физкультуры при Московском отделении Пролеткульта. Кроме того, в 1921—1925 годах был заместителем и помощником председателя Совета по театрализации физкультуры при Главном управлении всеобщего воинского обучения и театральном отделе Главполитпросвета. Опубликовал книги и статьи по физкультуре: «Система трудовой гимнастики» (М., 1922), «Руководство по физкультуре» (М., 1923), «Новая физкультура пролетариата» (журнал «Горн». 1922. № 2) и другие.
В 1925 году окончил Московский государственный университет (МГУ) и стал заниматься в основном преподавательской деятельностью:
- читал курс лекций «Современный театр» в Государственных экспериментальных мастерских при Камерном театре;
- 1926—1927 — читал доклады на сценарной секции Ассоциации работников кино[К 4];
- 1927—1928 — преподавал теорию и практику драматургии театра и кино в Государственном техникуме кинематографии (ГТК) и работал консультантом художественного отдела Объединенной кинофабрики Совкино;
- 1928—1929 — преподавал на заочных сценарных курсах Общества друзей советской кинематографии;
- 1930-е — преподавал в МГУ на курсах усовершенствования Центральной кинофабрики Совкино и на сценарных курсах ГТК, руководил сценарными курсами Госкинопрома Грузии;
- 1940-е — читал лекции по истории советского и зарубежного кино в Московском Доме кино, преподавал курс драматургии кино в Литературном институте им. М. Горького;
- 1960—1964 — вёл курс теории драматургии театра, кино и курс истории кино в МГУ.

Помимо этого до 1960-х годов публиковал статьи об истории и развитии театра и кино в журналах: «Новый зритель», «Советское кино», «Киножурнал АРК», «Кинофронт», «Кино», «Искусство кино», «Вестник театра», «Вестник искусств», «Эрмитаж», «Мастерство театра» и в других изданиях. Наиболее значимые его книги: «Режиссура А. Я. Таирова» (М., 1924), «Киносценарий» (М., 1926), «Как сделаны звуковые фильмы» (М., 1930), «Чарли Чаплин» (М., 1938), «Выразительные средства кино» (М., 1941), «История изобретения кинематографа» (М., 1960).
Ипполит Васильевич Соколов умер 8 декабря 1974 года в Москве.
Основная часть личного архива И. В. Соколова была передана в Рукописный отдел ИРЛИ его вдовой Т. И. Соколовой в 1975 году. Научно-техническая обработка материалов (фонд № 797) произведена в ноябре 2002 года.